# (73200) 2002 JP13
(73200) 2002 JP13 – planetoida z pasa głównego asteroid okrążająca Słońce w ciągu 5 lat i 109 dni w średniej odległości 3,04 j.a. Została odkryta 6 maja 2002 roku w programie Spacewatch.